# Crocidura grandiceps
Crocidura grandiceps is een spitsmuis uit het geslacht Crocidura die voorkomt in Guinee, Ivoorkust, Ghana, Nigeria en mogelijk Kameroen, waar hij in regenwouden voorkomt. De soort is verwant aan onder andere C. poensis.
C. grandiceps is een grote soort met een lange staart, lange voeten en een zeer grote schedel (vandaar ook de naam). De vacht is donkerbruin. De buik is wat lichter dan de rug. De kop-romplengte bedraagt 95 tot 119 mm, de staartlengte 55 tot 77 mm, de achtervoetlengte 16 tot 19 mm, de oorlengte 9 tot 12 mm en het gewicht 19 tot 27 g. Het karyotype bedraagt 2n=46, FN=68.
aleksandrisi ·
allex ·
andamanensis ·
ansellorum ·
arabica ·
arispa ·
armenica ·
attenuata ·
attila ·
baileyi ·
baluensis ·
batakorum ·
batesi ·
beatus ·
beccarii ·
bottegi ·
bottegoides ·
brunnea ·
buettikoferi ·
caliginea ·
canariensis ·
caspica ·
cinderella ·
congobelgica ·
crenata ·
crossei ·
cyanea ·
denti ·
desperata ·
dhofarensis ·
dolichura ·
douceti ·
dsinezumi ·
eisentrauti ·
elgonius ·
elongata ·
erica ·
fischeri ·
flavescens ·
floweri ·
foetida ·
foxi ·
fuliginosa ·
fulvastra ·
fumosa ·
fuscomurina ·
glassi ·
gmelini ·
goliath ·
gracilipes ·
grandiceps ·
grandis ·
grassei ·
grayi ·
greenwoodi ·
harenna ·
hildegardeae ·
hilliana ·
hirta ·
hispida ·
horsfieldii ·
hutanis ·
indochinensis ·
jacksoni ·
jenkinsi ·
jouvenetae ·
katinka ·
kegoensis ·
kivuana ·
lamottei ·
lanosa ·
lasiura ·
latona ·
lea ·
lepidura ·
leucodon ·
levicula ·
littoralis ·
longipes ·
lucina ·
ludia ·
luna ·
lusitania ·
macarthuri ·
macmillani ·
macowi ·
malayana ·
manengubae ·
maquassiensis ·
mariquensis ·
maurisca ·
maxi ·
mindorus ·
miya ·
monax ·
monticola ·
montis ·
muricauda ·
musseri ·
mutesae ·
nana ·
nanilla ·
negligens ·
negrina ·
nicobarica ·
nigeriae ·
nigricans ·
nigripes ·
nigrofusca ·
nimbae ·
niobe ·
obscurior ·
olivieri ·
orientalis ·
orii ·
pachyura ·
palawanensis ·
panayensis ·
paradoxura ·
parvipes ·
pasha ·
pergrisea ·
phaeura ·
phuquocensis ·
picea ·
pitmani ·
planiceps ·
poensis ·
polia ·
pullata ·
raineyi ·
ramona ·
rapax ·
religiosa ·
rhoditis ·
roosevelti ·
russula ·
selina ·
serezkyensis ·
shantungensis ·
sibirica ·
sicula ·
silacea ·
smithii ·
sokolovi ·
somalica ·
stenocephala ·
suaveolens ·
susiana ·
tanakae ·
tansaniana ·
tarella ·
tarfayensis ·
telfordi ·
tenuis ·
thalia ·
theresae ·
thomensis ·
trichura ·
turba ·
ultima ·
usambarae ·
viaria ·
virgata ·
voi ·
vorax ·
vosmaeri ·
watasei ·
whitakeri ·
wimmeri ·
wuchihensis ·
xantippe ·
yankariensis ·
zaitsevi ·
zaphiri ·
zarudnyi ·
zimmeri ·
zimmermanni